# Золоте яєчко (мультфільм)
«Золоте яєчко» — анімаційний фільм Творчого об'єднання художньої мультиплікації студії Київнаукфільм.

Сам мультфільм не зберігся, однак один кадр і опис сюжету знайшли в журналах про кіно, тож ми можемо дізнатися про що був мультфільм.

## Сюжет
«Сатира, яка засуджує горе-дисертантів, які витрачають великі державні кошти на малозначні проблеми. Квочкін, мріючи захистити дисертацію, дивиться по телевізору казку про курочку Рябу, після чого у нього виникає ідея написати дисертацію на тему проблеми  розбивання яєчної шкаралупи.  Після затвердження цієї теми у «Гіпрояйці», Квочкін гортає одну за одною книги. Оживають картинки. Великою кам'яною ложкою розбиває яйце печерна людина. Лицар розбиває яйце. Пасажир у літаку розбиває яйце ложечкою. Квочкин конструює для розбивання яєць спеціальну машину. Проект затверджено, машина збудована. Під час демонстрації винаходу Квочкін випадково натискає кнопку пуску і машина його ковтає. З механічної утроби він вилітає в одних трусах. Горе-науковець сором'язливо ховається за свій агрегат, з якого вилітає яйце і розбивається об підлогу.»
― Сюжет мультфільму на сайті Держфільмофонду Росії.

## Творча група
- Сценарист: Михайло Татарський
- Режисер-постановник: Іполит Лазарчук
- Художник-постановник^ Євген Сивокінь
- Композитор: Антон Муха
- Художник: В. Зелінський
- Художники-мультиплікатори: Володимир Дахно, Володимир Гончаров, Давид Черкаський, Марк Драйцун, Л. Телятніков, Адольф Педан, Борис Храневич
- Оператор: Григорій Островський
- Звукооператор: Р. Пекар
- Редактор: